# Balitora lancangjiangensis
Balitora lancangjiangensis és una espècie de peix de la família dels balitòrids i de l'ordre dels cipriniformes.

## Morfologia
Els mascles poden assolir els 7,1 cm de longitud total.

## Distribució geogràfica
Es troba a la conca del Mekong a Laos i Yunnan (Xina).